# Kiyoshi Saitō
Kiyoshi Saitō (斎藤 清, Saitō Kiyoshi) est un peintre et graveur japonais de l'école sōsaku hanga, né le 17 avril 1907 dans la ville d'Aizubange de la préfecture de Fukushima et mort le 14 novembre 1997.

## Biographie
Saito Kiyoshi est membre du Kokuga-Kai (Académie nationale de peinture). Après avoir exposé des peintures aux Salons Kokuga-Kai et de Nika-Kai, il se tourne peu à peu vers la gravure sur bois, et participe aux activités de l'Association japonaise de gravure.
Depuis 1951, il fait tous les ans une exposition personnelle dans son pays et à l'étranger.
Il reçoit plusieurs prix dans des manifestations de groupe internationales, notamment à la biennale de São Paulo et en Yougoslavie.